# FN's konvention om rettigheder for personer med handicap
FN's konvention om rettigheder for personer med handicap er en international konvention, der blev vedtaget 13. december 2006 af FN. Konventionen har til formål at sikre, at personer med handicap har de samme rettigheder som personer uden et handicap. F.eks. hvad angår menneskerettigheder, ret til selvbestemmelse og beskyttelse mod diskrimination.
Folketinget underskrev konventionen i 2007 og ratificerede den i 2009 og 23. september 2014 tiltrådte Danmark en tillægsprotokol, der betyder, at man får individuel klageret i forhold til konventionen.

## Indholdet
Konventionen består af selve konventionen, der giver personer med handicap en række rettigheder og af en tillægsprotokol, der handler om personlige henvendelser ved deltagerstaters krænkelse af konventionen.

### Konventionen
Konventionen indeholder en præampel og 50 artikler, hvoraf artikel 1-4 beskriver konventionens principper, konventionens sprogbrug og deltagerstaternes forpligtigelser. Artikel 5-30 handler om, hvilke rettigheder konventionen giver personer med handcap, mens de resterende artikler beskriver andre aspekter af konventionen, heriblandt regler for samarbejde, hvordan konventionen ændres og hvordan man opsiger sin tilslutning til konventionen.
1. Formålet med konventionen, nemlig at personer med handicap har de samme menneske- og frihedsrettigheder som alle andre. Samt hvilken målgruppe konventionen handler om.
2. Beskriver de ord, der er brugt i konventionen.
3. Konventionens generelle principper vedrørende værdighed, ikke-diskrimination, deltagelse i samfundslivet, lige muligheder, tilgængelighed, ligestilling mellem mænd og kvinde og handicappede børns udviklingsmuligheder.
4. Deltagerstatenes generelle forpligtigelser i forhold til blandt andet lovgivning, forskning, relevant uddannelse.
5. Lighed og ikke-diskrimination.
6. Kvinder med et handicap.
7. Børn med et handicap.
8. Bevidstgøre over for samfundet, at personer med handicap har krav på samme respekt for værdighed og rettigheder som alle andre.
9. Tilgængelighed i forhold til at leve sit liv og udnytte adgangen til blandt andet transport, kommunikation, undervisning, sundhed og arbejde.
10. Personer med handicap har samme ret til at være i live og leve livet.
11. Personer med handicap har samme ret til at blive beskyttet og reddet i nødsituationer.
12. Personer med handicap har samme retsevne og samme ret til blandt andet at arve ejendomme og optage lån.
13. Personer med handicap har samme adgang til retssystemet.
14. Personer med handicap har samme ret til frihed og personlig sikkerhed. Blandt andet at handicappet ikke er årsag til at personen idømmes en fængselsstraf.
15. Personer med handicap har samme ret til ikke at blive udsat for tortur eller anden umenneskelig eller nedværdigende behandling eller straf.
16. Personer med handicap har samme ret til ikke at blive udsat for vold eller misbrug.
17. Personer med handicap har samme ret til at blive respekteret for sin fysiske og psykiske integritet.
18. Personer med handicap har samme ret til færdes frit og til at have et statsborgerskab (må ikke fratages sit statsborgerskab på grund af sit handicap). Børn med handicap har samme ret til et navn og et statsborgerskab og så vidt muligt samme ret til at kende sin forældre og blive passet af dem.
19. Personer med handicap har samme ret til at leve et selvstændigt liv.
20. Personer med handicap har ret til personlig mobilitet.
21. Personer med handicap har samme ytringsfrihed og at offentlig information kan modtages af en person med handicap.
22. Personer med handicap har samme ret til et privatliv og at oplysninger om personen forbliver fortroligt.
23. Personer med handicap har samme ret til respekt for hjem og familie. Deriblandt retten til at gifte sig og få børn og at de ikke må fratages deres fertilitet ved tvang.
24. Personer med handicap har samme ret til at få en uddannelse.
25. Personer med handicap har samme ret til at få samme behandling i sundhedsvæsenet.
26. Personer med handicap har samme ret til at blive rehabiliteret.
27. Personer med handicap har samme ret til arbejde og beskæftigelse og at personer med handicap har samme rettigheder i forhold til fagforeninger og det at være arbejdstager.
28. Personer med handicap har ret til tilstrækkelig levefod og social tryghed, samt adgang til rent vand.
29. Personer med handicap har samme ret til at deltage i politik og det offentlige liv. Deriblandt retten til at stemme og til at blive valgt.
30. Personer med handicap har samme ret til at deltage i kulturlivet og at deltage i rekreative tilbud, fritidsaktiviteter og idræt.
31. Om statistik og dataindsamling.
32. Om internationalt samarbejde.
33. Om national gennemførelse og overvågning.
34. Der skal nedsættes en komite for personer med handicap, der består af 12 eller 18 personer - an på antallet af lande der har tilsluttet sig konventionen.
35. Deltagende stater indenfor to år efter sin tilslutning til traktaten indsende en beretning via FN's generalsekretær til ovenstående komite vedrørende de foretagne fremskridt. Derefter skal det gentages mindst hvert fjerde år og når komiteen beder om det.
36. Om behandlingen af ovenstående beretninger.
37. Om samarbejdet mellem deltagende staterne og komiteen.
38. Om komiteens forhold til andre organer.
39. Komiteen skal afgive en beretning til FN's generalforsamling og det økonomiske og sociale råd.
40. De deltagende stater skal mødes til en konference hvert andet år eller når konferencen beslutter sig for det.
41. FN's generalsekretær skal være depositar for konventionen.
42. Hvornår og af hvem komventionen kan underskrives.
43. Konventionen skal ratificeres af deltagerne.
44. Om organisationer for regional integration.
45. Hvornår konventionen træder i kraft.
46. Om forbehold, der er uforenlige med konventionen.
47. Om, hvordan konventionen ændres.
48. Om, hvordan en deltagerstat opsiger sin deltagelse i konventionen.
49. Om at konventionsteksten skal gøres tilgængelig.
50. Om at de arabiske, kinesiske, engelske, franske, russiske og spanske sprogudgaver har samme gyldighed.

### Tillægsprotokollen
I tillæg til ovenstående er der kommet et tillægsprotokol indeholdende 18 artikler.
1. Enkeltpersoner med handicap eller grupper deraf har ret til at henvende sig til komiteen med oplysninger om krænkelse af denne konvention.
2. Regler for under hvilke omstændigheder komiteen må afvise en henvendelse jf. ovenstående. F.eks., hvis henvendelsen er anonym.
3. Komiteen skal i fortrolighed gør den relevante deltagerstat opmærksom på henvendelsen.
4. Kommiteen kan henvende sig til den pågældende deltagerstat med en anmodning om hastebehanding.
5. I sager om personlige henvendelser mødes komiteen for lukkede døre.
6. Komiteen skal opfordre deltagerstaten til samarbejde, hvis der dukker pålidelige oplysninger op.
7. Komiteen kan opfordre deltagerstaten til at skrive om en reaktion jf. ovenstående i sin indberetning jf. konventionens artikel 35.
8. En deltagerstat kan erklære, at den ikke anderkender komiteens kompetence vedrørende de to ovennævnte artikler.
9. FN's generalsekretær er protokollens depositar.
10. Hvem er kan tilslutte sig protokollen
11. Protokollen skal ratificeres af deltagerne
12. Om organisationer for regional integration.
13. Hvornår konventionen træder i kraft.
14. Om forbehold, der er uforenlige med konventionen.
15. Om, hvordan protokollen ændres.
16. Om, hvordan en deltagerstat opsiger sin deltagelse i protokollen.
17. Om at protokolteksten skal gøres tilgængelig.
18. Om at de arabiske, kinesiske, engelske, franske, russiske og spanske sprogudgave har samme gyldighed.